# De Beque
De Beque és una població dels Estats Units a l'estat de Colorado. Segons el cens del 2000 tenia 451 habitants.

## Demografia
Segons el cens del 2000, De Beque tenia 451 habitants, 167 habitatges, i 130 famílies. La densitat de població era de 544,2 habitants per km².
Dels 167 habitatges en un 37,7% hi vivien nens de menys de 18 anys, en un 61,1% hi vivien parelles casades, en un 12,6% dones solteres, i en un 21,6% no eren unitats familiars. En el 18% dels habitatges hi vivien persones soles el 7,8% de les quals corresponia a persones de 65 anys o més que vivien soles. El nombre mitjà de persones vivint en cada habitatge era de 2,7 i el nombre mitjà de persones que vivien en cada família era de 3,05.
Per edats la població es repartia de la següent manera: un 30,6% tenia menys de 18 anys, un 8,2% entre 18 i 24, un 25,9% entre 25 i 44, un 21,3% de 45 a 60 i un 14% 65 anys o més.
L'edat mediana era de 34 anys. Per cada 100 dones de 18 o més anys hi havia 94,4 homes.
La renda mediana per habitatge era de 29.632 $ i la renda mediana per família de 31.042 $. Els homes tenien una renda mediana de 28.750 $ mentre que les dones 17.500 $. La renda per capita de la població era de 14.181 $. Entorn del 6,2% de les famílies i el 7,3% de la població estaven per davall del llindar de pobresa.

## Poblacions més properes
El següent diagrama mostra les poblacions més properes.